# Henry Rothblatt
Pour les articles homonymes, voir Rothblatt.
Henry Rothblatt, né le 13 août 1916 à New York, et mort le 1er septembre 1985 à Fort Lauderdale, en Floride, est un avocat, écrivain et juriste américain.

## Biographie
Il complète des études de droit à la Brooklyn Law School en 1940, mais est admis au barreau de New York dès 1939. Il sera ultérieurement admis dans la magistrature de la ville de Washington et des États de Californie et de Floride.
Dès 1961, il publie de nombreux ouvrages juridiques de première force.
À la fin des années 1960, il s'est amusé à incarner le rôle d'un avocat dans la comédie Harry Plotnick seul contre tous (The Plot Against Harry) tournée par Michael Roemer. Le film n'est toutefois jamais sorti du vivant de Rothblatt puisqu'il n'est présenté au public qu'en 1989.
En 1971, il s'associe avec Robin Moore pour écrire le roman policier Court Martial, où ses connaissances de juriste donnent un grand réalisme au récit. Il revient au roman, en 1973, pour signer en collaboration avec Robert L. Fish, Une mort providentielle (A Handly Death), traduit en français dans la collection Le Masque.
Il est resté célèbre pour avoir défendu en 1973 quatre des voleurs lors d'un des procès liés au scandale du Watergate.
Il meurt d'un cancer du cerveau en 1985.

## Œuvre

### Romans
- Court Martial (1971), en collaboration avec Robin Moore
- A Handy Death (1973), en collaboration avec Robert L. Fish Publié en français sous le titre Une mort providentielle, Paris, Librairie des Champs-Élysées, coll. « Le Masque » no 1491, 1977 ; réédition, Paris, Librairie des Champs-Élysées, coll. « Club des Masques » no 518, 1984

#### Ouvrages juridiques
- Successful Techniques in the Trial of Criminal Cases (1961)
- Handbook of Evidence for Criminal Trials (1965)
- New York Crimes: The Revised Penal Law (1968)
- Complete Manuel of Criminal Forms (1968), en collaboration avec F. Lee Bailey
- Defending Business and White Collars Crimes (1969), en collaboration avec F. Lee Bailey
- The Investigation and Preparation of Criminal Cases (1970), en collaboration avec F. Lee Bailey
- Successful Techniques for Criminal Trials (1971), en collaboration avec F. Lee Bailey
- Criminal Law of New York: The Criminal Procedure Law (1971)
- Handling Narcotic and Drug Cases (1972), en collaboration avec F. Lee Bailey
- Crimes of Violence: Homicide and Assault (1972), en collaboration avec F. Lee Bailey
- Crimes of Violence: Rape and Other Sex Crimes (1973), en collaboration avec F. Lee Bailey
- Fundamentals of Criminal Advocacy (1974), en collaboration avec F. Lee Bailey

## Filmographie

### En tant qu'acteur
- 1989 : Harry Plotnick seul contre tous (The Plot Against Harry), film américain réalisé par Michael Roemer. Henry Rothblatt y joue le rôle d'un avocat.

## Sources
1. ↑  (en) Nécrologie dans le New York Times, 3 septembre 1985

- Jacques Baudou et Jean-Jacques Schleret, Le Vrai Visage du Masque, vol. 1, Paris, Futuropolis, 1984, 476 p. (OCLC 311506692), p. 374.